# Granada nos Jogos Olímpicos de Verão de 2016
Granada participou dos Jogos Olímpicos de Verão de 2016, que foram realizados na cidade do Rio de Janeiro, no Brasil, entre os dias 5 e 21 de agosto de 2016.
O atleta Kirani James ganhou a medalha de prata nos 400m rasos do Atletismo masculino no dia 15 de agosto de 2016, com a marca de 43.76 (melhor marca da temporada). Esta medalha de Kirani James fez o país alcançar um feito curioso: Segundo um levantamento feito pelo site 'Bloomerang', nestes jogos, Granada foi o país com melhor desempenho de medalhas por cada milhão de habitantes. Com apenas 90.550 habitantes, o triunfo de Kirani James significa que existiriam cerca de 9,4 medalhas por cada milhão de granadinos.

## Natação
| Atleta            | Prova           | Eliminatórias | Eliminatórias | Semifinal   | Semifinal   | Final       | Final       |
| Atleta            | Prova           | Tempo         | Pos.          | Tempo       | Pos.        | Tempo       | Pos.        |
| ----------------- | --------------- | ------------- | ------------- | ----------- | ----------- | ----------- | ----------- |
| Oreoluwa Cherebin | 100 m borboleta | 1:10,40       | 41º           | Não avançou | Não avançou | Não avançou | Não avançou |
| Corey Ollivierre  | 100m peito      | 1:08,68       | 46º           | Não avançou | Não avançou | Não avançou | Não avançou |